# Trollslottet
Der Trollslottet (norwegisch für Trollschloss) ist ein einem Gebirgskamm ähnelnder Berg mit mehreren markanten Gipfeln im ostantarktischen Königin-Maud-Land. Er bildet die Nordwestgrenze der Filchnerberge in der Orvinfjella.
Norwegische Kartografen gaben ihm seinen Namen und kartierten ihn anhand von Vermessungen und Luftaufnahmen der Dritten Norwegischen Antarktisexpedition (1956–1960).